# Рожков, Андрей Николаевич (дипломат)
Андре́й Никола́евич Рожко́в (род. 5 ноября 1944) — советский, российский дипломат.

## Биография
Окончил МГИМО МИД СССР (1968) и Курсы усовершенствования руководящих дипломатических кадров при Дипломатической академии МИД СССР (1983). На дипломатической работе с 1968 года.
- В 1968—1970 годах — сотрудник центрального аппарата МИД СССР.
- В 1970—1975 годах — сотрудник Посольства СССР в Сингапуре.
- В 1975—1977 годах — сотрудник центрального аппарата МИД СССР.
- В 1977—1982 годах — сотрудник Посольства СССР в Китае.
- В 1982—1986 годах — сотрудник центрального аппарата МИД СССР.
- В 1986—1989 годах — сотрудник Посольства СССР в Афганистане.
- В 1989—1997 годах — сотрудник центрального аппарата МИД СССР (с 1991 — России), заместитель главы объединённой правительственной делегации России, Казахстана, Киргизии и Таджикистана на переговорах с Китаем.
- В 1997—2001 годах — советник-посланник Посольства России в Китае.
- В 2001—2005 годах — заместитель директора Первого Департамента Азии МИД России.
- С 12 июня 2005 по 31 октября 2011 годах — чрезвычайный и полномочный посол Российской Федерации в Сингапуре[1][2].

## Дипломатический ранг
- Чрезвычайный и полномочный посланник 2 класса (2 июня 1993)[3]
- Чрезвычайный и полномочный посланник 1 класса (26 марта 2000)[4]
- Чрезвычайный и полномочный посол (23 апреля 2008)[5].

## Награды
- Медаль ордена «За заслуги перед Отечеством» II степени (5 апреля 1999) — За заслуги перед государством, высокие достижения в производственной деятельности и большой вклад в укрепление дружбы и сотрудничества между народами[6].
- Медаль ордена «За заслуги перед Отечеством» I степени (13 ноября 2005) — За заслуги в реализации внешнеполитического курса Российской Федерации и многолетнюю плодотворную работу[7].

## Семья
Женат, имеет двух дочерей.